# Škerjanc
Škerjanc je priimek več znanih Slovencev:

## Znani nosilci priimka
- Breda Škerjanc Kosirnik, farmacevtka, lekarnarka
- Darinka Škerjanc (*1954), glasbena pedagoginja, didaktičarka
- Davor Škerjanc (*1986), nogometaš
- Deja Škerjanc, kostumografka
- Jan Škerjanc (*2001), triatlonec
- Jože Škerjanc (*1934), fizikalni kemik, univ. profesor
- Katja Pavlič Škerjanc, latinistka, sršol. prof.
- Lucijan Marija Škerjanc (1900—1973), skladatelj, pianist, dirigent, profesor, glasbeni pisec, muzikolog, akademik